# Behavioral Analysis Unit
La Behavioral Analysis Unit, BAU (Unità di analisi comportamentale), precedentemente nota come la Behavioral Science Unit, è una sezione del Federal Bureau of Investigation statunitense.

## Descrizione
Si tratta di una componente del "Centro Nazionale per l'Analisi dei crimini violenti" (NCAVC) dell'FBI. La missione della BAU è quella di fornire indagini comportamentali e/o supporto operativo utilizzando l'esperienza, la ricerca e la formazione a crimini complessi e urgenti, che spesso coinvolgono minacce o atti di violenza. La lista dei casi affrontati include i crimini contro i bambini, i crimini contro adulti, minacce, la corruzione e la piromania. La BAU interviene su invito delle forze dell'ordine competenti per giurisdizione. Le risposte a tali richieste di assistenza sono facilitate dai coordinatori locali del NCAVC.
La Behavioral Analysis Unit fornisce servizi on-site durante le consultazioni, attraverso l'utilizzo delle migliori tecnologie multimediali. Tuttavia, contrariamente alla credenza popolare, queste informazioni non sono fornite dai "profiler", figura ricorrentemente presente in televisione e al cinema.
La BAU fornisce assistenza alle forze di polizia attraverso il processo di "analisi di indagine penale". L'analisi investigativa criminale è un processo di revisione dei crimini sia dal punto di vista comportamentale sia quello delle prospettive di indagine. Si tratta di riesaminare e valutare i fatti di un atto criminale, interpretando il reato oggetto e l'interazione con la vittima, come esposto durante la commissione del reato, o come presente nella scena del crimine. Il personale della BAU conduce analisi dettagliate dei crimini allo scopo di fornire uno o più dei seguenti servizi: l'analisi della criminalità, suggerimenti investigativi, i profili di ignoti delinquenti, analisi delle minacce, analisi critica dei crimini, analisi delle strategie, profili di gestione dei casi violenti, strategie di interazione con i testimoni.
In aggiunta ai sopracitati servizi, il personale BAU fornisce aiuto agli investigatori con il cosiddetto “Piano di risposta” per aiutarli durante le indagini. Recentemente, la BAU ha pubblicato la The School Shooter: A Threat Assessment Perspective una guida per gli amministratori delle scuole, rivolto anche agli insegnanti e ai genitori, per identificare e valutare le minacce e l'applicazione della legge nelle scuole.
La BAU mantiene un file di riferimento per gli esperti in varie discipline forensi, come odontologia, l'antropologia, l'entomologia, o patologia.
La BAU ha sede all'interno dell'Accademia nazionale dell'FBI a Quantico, in Virginia.

## Cultura di massa
Negli Stati Uniti d'America il lavoro della BAU ha ispirato la serie televisiva Criminal Minds e il suo spin-off Criminal Minds: Suspect Behavior. Nel cinema, esempi di film che incorporano attività di profiling attribuite alla BAU sono le opere cinematografiche tratte dai romanzi di Thomas Harris (Il silenzio degli innocenti, Hannibal e Red Dragon).